# Running
Pour les articles homonymes, voir Running (homonymie).

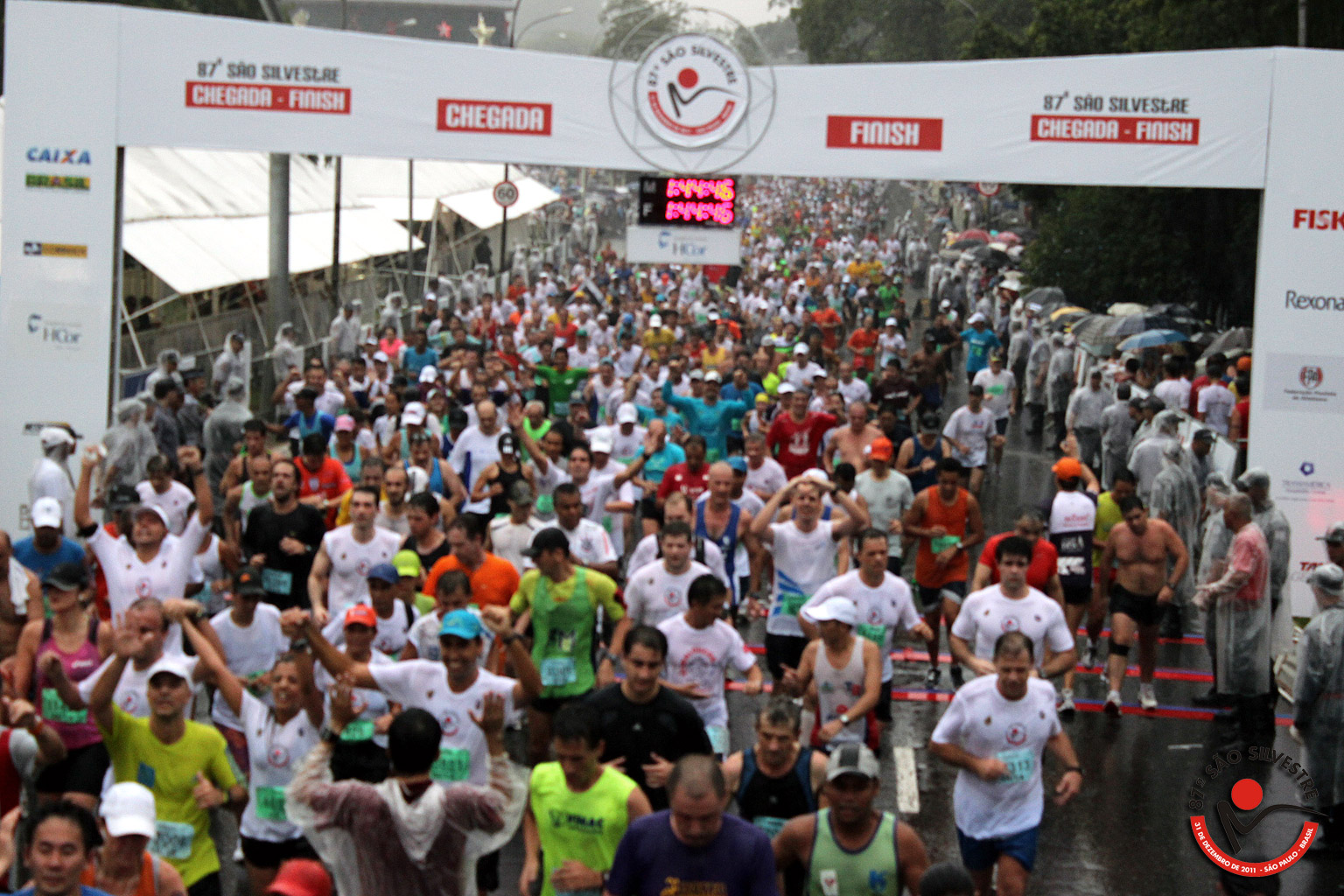
Course de la Saint-Sylvestre - 15 km - São Paulo - Brésil

Le running (anglicisme signifiant « courir ») est une pratique libre de la course à pied, accompagnée d'objectifs propres à ceux d'une discipline. Le running s'inscrit dans le culte de la performance : courir plus longtemps ou plus vite par exemple. Pour les runners qui l'exercent de façon régulière voire intensive, il se différencie du jogging qui reste une activité « du dimanche », occasionnelle, pour éliminer les excès ou prendre l'air. 
Le running devient une tendance lourde des sports individuels, avec une croissance régulière du nombre d'adeptes.  
Du fait de sa forme plus intense que le jogging, le running a vu l'apparition de beaucoup d'outils et de structures et d'équipements spécialisés qui permettent aux runners de compléter leur progression athlétique : figurent les courses et les rassemblements en tous lieux, les coaches, les académies sportives, les applications dédiées, les chaussures et équipements de running.    
Le running constitue aussi un marché commercial que ciblent les fournisseurs du sport, séduits par sa nouveauté, son aspect à la mode et son expression comme phénomène social.

## Terminologie et définition
Running signifie en anglais courir, alors que jogging signifie trotter.
Le pratiquant est un runner (coureur).

## Comparaison avec lejogging
Le jogging convient à tout le monde du fait de sa vitesse modérée. Qu'importe que l'on soit débutant, amateur, senior ou en surpoids, les avantages immédiats sont évidents : l'impact sur le sol est modéré, le bassin reste stable et les articulations sont peu mises à contribution. Les joggeurs n'ont pas d'objectifs de compétition. Ils courent pour les effets positifs sur la santé, sur l'équilibre psychologique ou sur la masse corporelle. Il sert également d'échauffement à une autre pratique sportive : match, combat, etc.

## Pratique
Le coureur exerce l'activité à l'heure de son choix et dans la plupart des lieux extérieurs. « Le running est compatible avec nos emplois du temps et nos vies d'urbains ».
Le running est lié à l'idée de communauté. De nombreux sites facilitent le contact entre pratiquants, par le biais d'applications dédiées, de réseaux sociaux et de blogs. Ils y échangent des astuces d'entraînement, de parcours, des commentaires sur les épreuves, des conseils de performances, nutritionnels, d'hydratation ou le vécu des équipements.

### Équipement
Une paire de chaussures de running suffit pour débuter. Autres accessoires : 
- la montre équipée (ou non) GPS et de cardio-fréquencemètre ;
- le téléphone portable avec application dédiée reliée au GPS, avec (ou sans) ceinture cardio-fréquencemètre ;
- radio, téléphone portable, écouteurs ;
- bonnet, bandeau, bandana, casquette ;
- manchettes isolantes, brassard pour téléphone portable ;
- gants.
- sac à eau, ceinture à eau ;
- ceinture ;
- la nuit : lampe frontale, éperons lumineux, brassard réfléchissant.

### Détermination d'objectifs
La fixation d'objectifs de course fait partie intégrante du running : relever des défis variés, au nombre desquels la pratique de la compétition, le fait de courir plus vite ou sur une plus longue distance. Le running présente de fait une alternance de phases de course, l'endurance, la course à haute intensité, voire progresser sur des pentes à forte déclivité, qui réclament davantage d'efforts cardio-vasculaires, des poumons, des muscles et des ligaments, que le jogging. Une bonne condition physique de base est nécessaire. 
Le running s'inscrit dans le culte de la performance. Il n'est pas question de se détendre, le dépassement de soi fait partie intégrante de la pratique, avec pour maître mot le mental. 

### Avantages et inconvénients

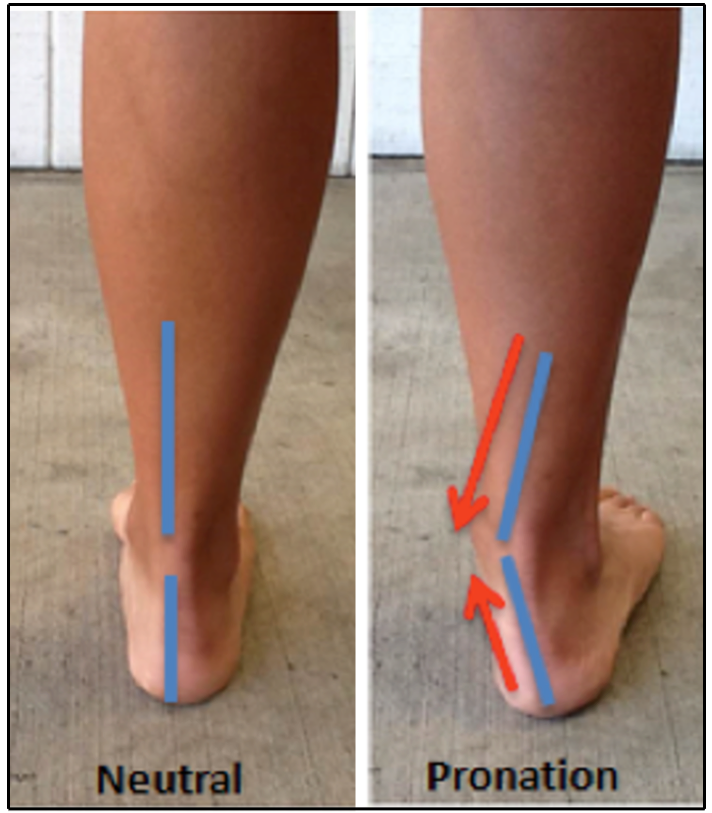
Position du pied droit et de la cheville durant l'appui

L'entraînement améliore la vitesse de course du runner, il court plus dynamiquement et ressent les progrès physiques : l'amélioration du rythme de course, de l'endurance et de l'économie de course, avec pour avantages de la pratique régulière et sur le long terme:
- le renforcement de l'ossature, puisque c'est un exercice non porté,
- le renforcement du cœur, de la capacité respiratoire, l'amélioration de la circulation sanguine. La tension artérielle diminue[1],
- le renforcement du système immunitaire,
- le retardement du vieillissement musculaire[1].

Le running a démontré un impact positif sur la réduction de mortalité pour une pratique entre 2,5h et 4h par semaine. Il s'inscrit dans la récente culture du mieux « Manger - Bouger ». Une étude du Copenhagen City Heart de 2012, menée sur 19 000 personnes, fait ressortir que la pratique environ 2h30 par semaine sur deux à trois séances, améliore l'espérance de vie de 6,2 années pour les hommes et de 5,6 pour les femmes.  
La combustion des calories et l'aide au maintien du poids corporel: c'est un des sports qui consomment le plus de calories avec environ 500 kcal par heure pour une vitesse moyenne de 10 km/h. Pour perdre de la masse grasse, mieux vaut courir lentement mais longtemps. En revanche, le poids n'est pas un marqueur fiable de l'amaigrissement puisqu'on gagne en muscle du fait de l'exercice, et que celui-ci pèse plus lourd que le gras.  
La pratique conduit a un renforcement des muscles et tendons. Pour augmenter la puissance musculaire, quelques séances de renforcement en salle, en côte ou de vitesse sont nécessaires pour progresser.
Au fur et à mesure de la croissance de vitesse, les sollicitations sur le corps et les risques de surcharge augmentent. Le running exige une pratique rigoureuse de l'activité.

## Phénomène de mode
Il y aurait environ (en 2020) 15 millions de « runners » en France.
Pour qu'une pratique humaine devienne une tendance, la reconnaissance par le monde de la mode est important. Les chaussures de course orange, jaune ou rose fluo associées à une tenue plus classique semblent montrer que c'est le cas. Coupes près du corps, couleurs, motifs et design jugés attirants et modernes, le runner s'équipe de plus en plus avec un souci d'esthétique.
C'est l'une des activités qui pourrait être rendue plus souvent difficile par le réchauffement climatique (selon une évaluation prospective publiée en 2021 par le WWF, la pratique sportive en France pourrait être dangereuse ou impossible jusqu'à plus de deux mois par an (66 jours) dans un scénario de réchauffement à +4 °C en 2100 (quand la température dépasserait 32 °C) ; or c'est le scénario retenu par la France pour ses politiques d'adaptation au réchauffement. « Selon les données de l’Observatoire du running en France, 9 % des runners ont mis cette activité en pause durant les canicules estivales de 2022, les autres privilégiant les heures les plus fraîches du jour (et de la nuit) ». Une adaptation possible est de courir plus souvent de nuit ou le matin tôt.
Un « Observatoire du running » a été créé en 2018 par Sport Heroes (rejoint en 2020 par l'union sport et cycle) pour mieux connaître les habitudes des coureurs et leurs évolutions. Selon cet observatoire (2021), la pandémie de Covid-19 aurait pu en France motiver des pratiquants, car bien que la pratique de groupe (avec les amis, collègues ou clubs a chuté de 12 %, le nombre de coureurs aurait lui augmenté de 12,5 % en France en 2020 (+ 1,4 million de coureurs en un an). « Le bien-être mental et physique sont les motivations premières de cette pratique. Ainsi en 2020, la santé et la perte de poids ont émergé parmi les priorités des runners, notamment la santé pour 46 % des plus de 55 ans et la perte de poids pour 40 % des néo-runners. Outre le running, 84 % des coureurs ont pratiqué une autre activité physique chez eux, notamment le yoga pour 25 % ».
En 2024, un autre rapport a porté sur les contours du peloton de coureurs en France, appuyée par une nouvelle méthodologie.